# Flota de la Mediterrània (Royal Navy)
La Flota Mediterrània Britànica, (anglès: Mediterranean Fleet) també coneguda com l'Estació Mediterrània (Mediterranean Station), va ser una formació de la Royal Navy. La Flota va ser un dels comandaments més prestigiosos de la marina durant la major part de la seva història, defensant l'enllaç marítim vital entre el Regne Unit i la majoria de l'Imperi Britànic a l'hemisferi oriental. El primer comandant en cap de la flota mediterrània va ser el nomenament del general al mar Robert Blake el setembre de 1654 (anomenat comandant de la flota mediterrània). La flota va existir fins al 1967.

## Història

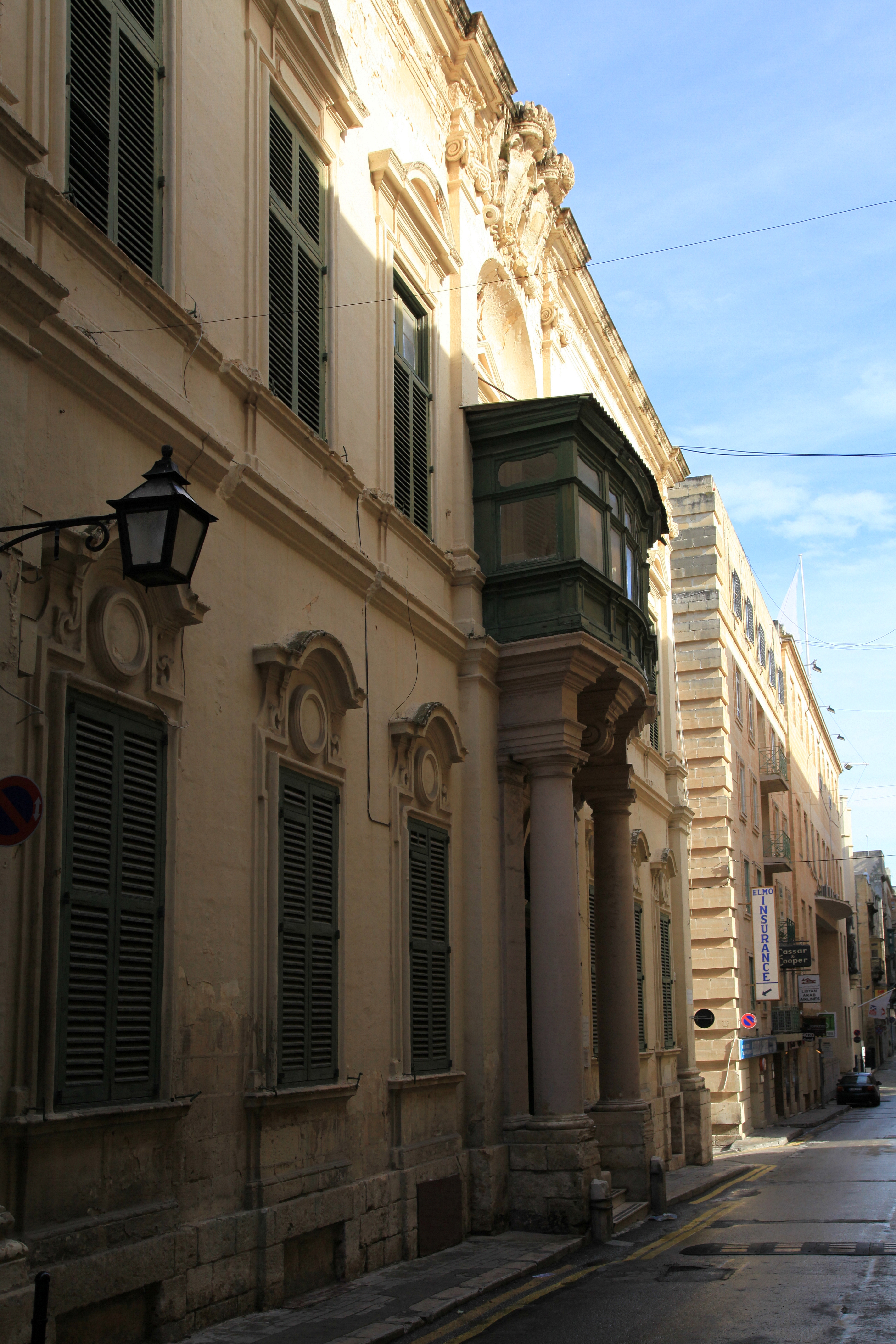
Casa de l'Almirallat a La Valletta, Malta, residència oficial del comandant en cap de 1821 a 1961

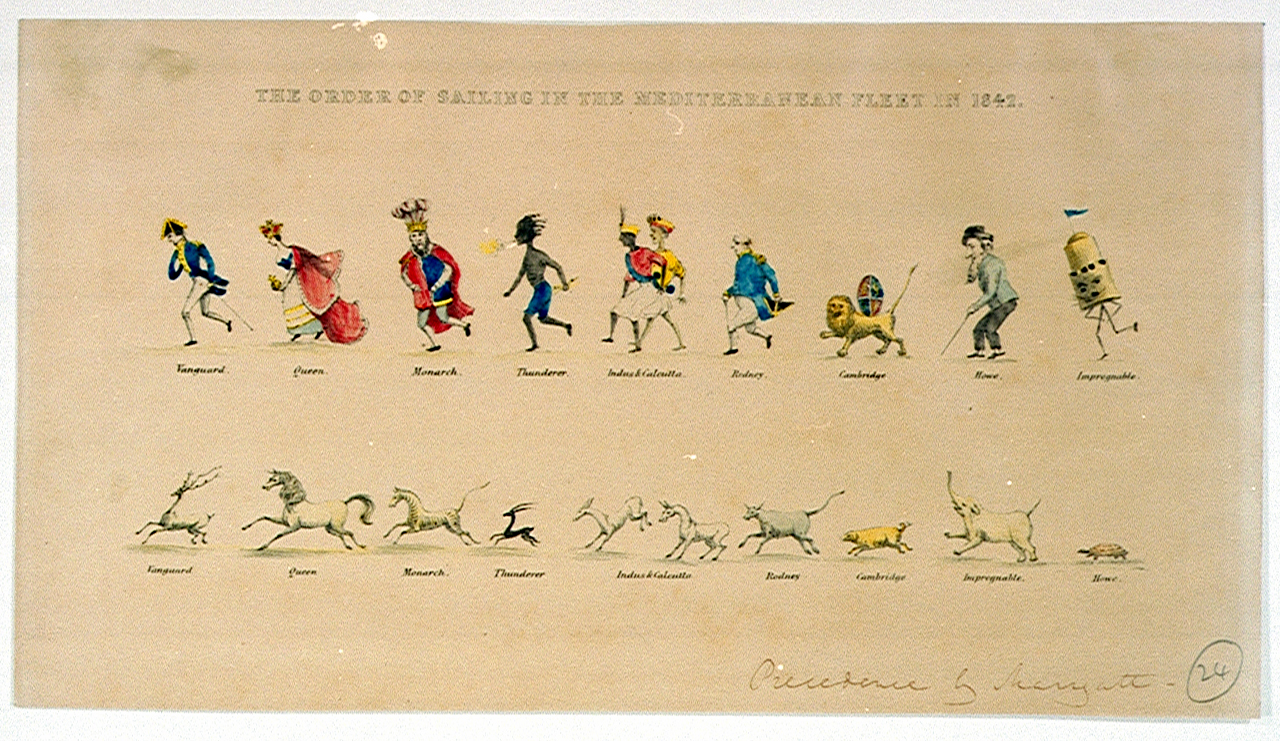
L'Ordre de la navegació a la flota mediterrània el 1842

La Royal Navy es va assentar al mar Mediterrani quan Gibraltar va ser capturat pels britànics el 1704 durant la Guerra de Successió Espanyola, i formalment assignat a Gran Bretanya en el Tractat d'Utrecht de 1713. Encara que els britànics havien mantingut una presència naval al Mediterrani abans, la captura de Gibraltar va permetre als britànics establir la seva primera base naval allí. Els britànics també van utilitzar Port Maó, a l'illa de Menorca, com a base naval. No obstant això, el control britànic allà només va ser temporal; Menorca va canviar de mans nombroses vegades, i va ser cedida definitivament a Espanya el 1802 en virtut del Tractat d'Amiens. El 1800, els britànics van prendre Malta, que havia de ser lliurada als cavallers de Malta en virtut del Tractat d'Amiens. Quan es van reprendre les guerres napoleòniques el 1803, els britànics van mantenir Malta per utilitzar-la com a base naval. Després de la derrota de Napoleó, els britànics van continuar la seva presència a Malta, i la van convertir en la base principal de la flota mediterrània. Entre els anys 1860 i 1900, els britànics van emprendre una sèrie de projectes per millorar els ports i les instal·lacions de les drassanes, i els ports de Malta eren suficients per permetre que tota la flota hi estigués amarrada amb seguretat.
A l'última dècada del segle xix, la Flota del Mediterrani era l'esquadró individual més gran de la Royal Navy, amb deu cuirassats de primera classe —el doble del nombre de la Flota del Canal— i un gran nombre de vaixells de guerra més petits.
El 22 de juny de 1893, la major part de la flota, vuit cuirassats i tres grans creuers, estaven realitzant els seus exercicis anuals d'estiu a Trípoli, Líban, quan el vaixell insígnia de la flota, el cuirassat HMS Victoria, va xocar amb el cuirassat HMS Camperdown. El La Victoria es va enfonsar en quinze minuts i s'emportà amb 358 tripulants. El vicealmirall Sir George Tryon, comandant de la flota mediterrània, es trobava entre els morts.

### Segona Guerra Mundial
Malta, com a part de l'Imperi Britànic des de 1814, va ser una estació de navegació i va ser la seu de la flota mediterrània fins a mitjans dels anys trenta. A causa de l'amenaça percebuda d'atac aeri des del continent italià, la flota va ser traslladada a Alexandria, Egipte, poc abans de l'esclat de la Segona Guerra Mundial.
Sir Andrew Cunningham va prendre el comandament de la flota de Warspite el 3 de setembre de 1939, i sota ell les formacions principals de la flota eren el  1r Esquadró de Batalla (Warspite, Barham i Malaya), el 1r Esquadró de creuers (Devonshire, Shropshire i Sussex), el  3r Esquadró de creuers (Arethusa, Penelope, Galatea), el contraalmirall John Tovey, amb la 1a, 2a, 3a i 4a Flotilla de Destructors, i el portaavions Glorious.
El 1940, la flota mediterrània va dur a terme un atac amb èxit de portaavions a la flota italiana estacionada a Tàrent per aire. Altres accions importants van incloure la batalla del cap Matapan i la batalla de Creta. La flota va haver de bloquejar els reforços i subministraments italians i més tard alemanys per a la campanya del nord d'Àfrica.

### Postguerra

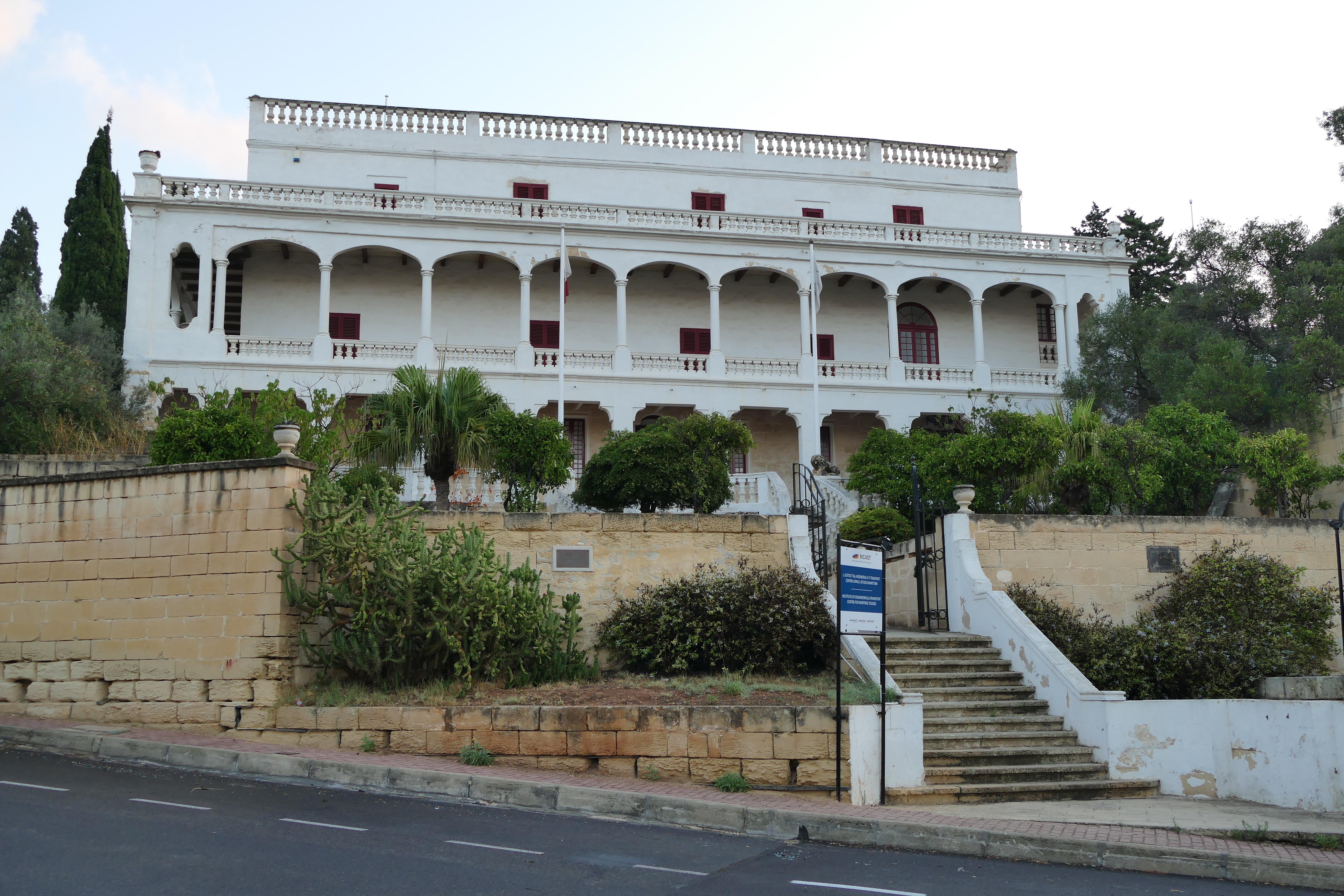
Villa Portelli, residència oficial del comandant en cap de 1961 a 1967 (i després de l'oficial de bandera de Malta des de 1967 fins a 1979).

L'octubre de 1946, el Saumarez va colpejar una mina al canal de Corfú, iniciant una sèrie d'esdeveniments coneguts com l'incident del canal de Corfú. El canal va ser netejat a l'"Operació Recoil" el mes següent, implicant 11 dragamines sota la direcció del Ocean, dos creuers, tres destructors i tres fragates.
El maig de 1948, Sir Arthur Power va assumir el càrrec de comandant en cap de la Mediterrània, i en el seu primer acte va organitzar una demostració de força per desanimar l'encreuament de refugiats jueus a Palestina. Quan més tard aquell any Gran Bretanya es va retirar del mandat britànic de Palestina, l'Ocean, quatre destructors i dues fragates van escortar l'Alt Comissionat que marxava, a bord del creuer Euryalus. La força es va quedar per cobrir l'evacuació de les tropes britàniques a l'enclavament de Haifa i al sud a través de Gaza.
De 1952 a 1967, el càrrec de comandant en cap de la flota mediterrània va rebre un paper de doble barret com a comandant en cap de les forces aliades mediterrànies de l'OTAN a càrrec de totes les forces assignades a l'OTAN a l'àrea mediterrània. Els britànics van fer una forta representació dins de l'OTAN en les discussions sobre el desenvolupament de l'estructura de comandament de l'OTAN a la Mediterrània, desitjant mantenir la seva direcció del comandament naval de l'OTAN a la Mediterrània per protegir les seves línies de comunicació marítimes que travessen la Mediterrània fins a l'Orient Mitjà i l'Extrem Orient. Quan un comandant naval de l'OTAN, l'almirall Robert B. Carney, C-en-C de les Forces Aliades del Sud d'Europa, va ser nomenat, les relacions amb el comandant britànic en funcions, l'almirall Sir John Edelsten, eren gelades. Edlesten, en fer una oferta aparentment amistosa de l'ús de les instal·lacions de comunicacions a Carney, que inicialment no tenia instal·lacions de comunicacions segures, es va trobar amb "No estic a punt de jugar a Faust al teu Mefistòfeles a través de les comunicacions!"
El 1956, els vaixells de la flota, juntament amb l'armada francesa, van participar en la guerra de Suez contra Egipte.
De 1957 a 1959, el contraalmirall Charles Madden va ocupar el càrrec d'oficial de bandera, Malta, amb responsabilitats per a tres esquadrons de dragamines, un esquadró de guerra amfibi i una flotilla de submarins estacionats a les bases al voltant del port de Valletta. En aquesta capacitat, va haver d'emprar una habilitat diplomàtica considerable per mantenir bones relacions amb Dom Mintoff, el primer ministre nacionalista de Malta.
A la dècada de 1960, a mesura que la importància de mantenir l'enllaç entre el Regne Unit i els territoris i compromisos britànics a l'est de Suez va disminuir a mesura que l'Imperi es va desmantellar i el focus de les responsabilitats navals de la Guerra Freda es va traslladar a l'Atlàntic Nord, la flota mediterrània es va anar dibuixant gradualment cap avall, finalment es va dissoldre el juny de 1967. Eric Grove, a Vanguard to Trident, detalla com a mitjans dels anys 60 la força permanent de la flota es va "reduir a un sol petit esquadró d'escorta [sembla haver estat el 30è esquadró d'escorta amb HMS Brighton, HMS Cassandra, HMS Aisne més un altre vaixell] i un esquadró de dragamines costaner." Desplegaments a la Patrulla de Beira i en altres llocs van reduir el total d'escorta el 1966 de quatre a dos vaixells, i després a cap fragata. Els actius i l'àrea de responsabilitat de la flota. Van ser absorbits per la nova  Flota Occidental. Com a resultat d'aquest canvi, el Regne Unit va renunciar al lloc de comandant en cap de l'OTAN de les Forces Aliades del Mediterrani, que va ser abolit.

## Oficials principals

### Comandant en Cap, Mar Mediterrània
Note: This list is incomplete. The majority of officers listed were appointed as Commander-in-Chief, Mediterranean Sea sometimes Commander-in-Chief, at the Mediterranean Sea earlier officers appointed to command either fleets/squadrons stationed in the Mediterranean for particular operations were styled differently see notes next to their listing
| Comandant en Cap                                 | De               | A                | Vaixell insígnia | Note |
| ------------------------------------------------ | ---------------- | ---------------- | ---------------- | --- |
| General al Mar: Robert Blake                     | setembre de 1654 | agost de 1657    |                  | (referit com a Comandant de la Flota per la Mediterrània I Comandant de la Flota Mediterrània)                            |
| Almirall de la Blava: Sir Thomas Allin           | 1668             | 1669             |                  | |
| Almirall de la Blava: Sir George Rooke           | agost de 1695    | 1696             |                  | |
| Vicealmirall: John Neville                       | novembre de 1696 | agost de 1697    | HMS Cambridge    | |
| Almirall de la Flota: Sir Cloudesley Shovell     | maig de 1705     | 1707             | HMS Britannia    | (referit com Comandant de la Flota Britànica de la Mediterrània i commandant de les operacions a la Mediterrània el 1707) |
| Almirall de la Blanca: Sir John Leake            | gener de 1707    | 1708             |                  | |
| Almirall de la Blanca: George Byng               | 1708             |                  |                  | (referit com a Comandant en Cap, Esquadró de la Mediterrània)                                                             |
| Almirall de la Blava: Sir John Norris            | desembre de 1709 | 1710             |                  | |
| Almirall de la Blanca: Sir John Jennings         | novembre de 1710 | 1711             | HMS Blenheim     | |
| Almirall de la Blanca Sir James Wishart          | desembre de 1713 | 1714             | HMS Rippon       | |
| Vicealmirall de la Blava: John Baker             | febrer de 1714   | 1715             | HMS Lion         | |
| Vicealmirall de la Blava: Charles Cornewall      | octubre de 1716  | 1717             |                  | |
| Almirall de la Blanca: George Byng               | juny de 1718     | 1720             |                  | (referit com a Comandant de la Flota Britànica de la Mediterrània)                                                        |
| Contraalmirall de la Blanca: Hon. George Clinton | abril de 1737    |                  |                  | |
| Contraalmirall de la Vermella: Nicholas Haddock  | maig de 1738     | desembre de 1741 |                  | |
| Contraalmirall de la Blanca: Richard Lestock     | novembre de 1741 | desembre de 1741 | HMS Neptune      | |
| Vicealmirall de la Vermella: Thomas Mathews      | març de 1742     |                  |                  | |
| Vicealmirall de la Blanca: Richard Lestock       | desembre de 1743 | 1744             |                  | |
| Vicealmirall de la Blava: William Rowley         | juny de 1744     | juliol de 1745   | HMS Neptune      | |
| Vicealmirall de la Blanca: Henry Medley          | juliol de 1745   | agost de 1747    | HMS Russell      | |
| Vicealmirall de la Blava: Hon. John Byng         | setembre de 1747 | agost de 1748    | HMS Princess     | |
| Contraalmirall de la Blanca: John Forbes         | agost de 1748    | 1749             |                  | (com Comandant en Cap de la Mediterrània)                                                                                 |
| Contraalmirall de la Blava: Charles Saunders     | gener de 1757    | maig de 1757     |                  | |

### Comandant en Cap, Flota Mediterrània
| Comandant en Cap | De                                                                          | A                      | Vaixell insígnia                                                                               | Notes |
| --- | --------------------------------------------------------------------------- | ---------------------- | ---------------------------------------------------------------------------------------------- | --- |
| Vicealmirall Henry Osborn | maig de 1757                                                                | abril de 1760          |                                                                                                | |
| Vicealmirall Sir Charles Saunders | abril de 1760                                                               | 1763                   |                                                                                                | |
| Vicealmirall Augustus Hervey | 1763                                                                        | ?                      |                                                                                                | |
| Vicealmirall Sir Richard Spry | 1766                                                                        | 1769                   |                                                                                                | |
| Vicealmirall Lord Howe | 1770                                                                        | 1774                   |                                                                                                | |
| Vicealmirall Robert Man | 1774                                                                        | 1778                   |                                                                                                | |
| Vicealmirall Robert Duff | 1778                                                                        | 1780                   |                                                                                                | |
| Vacant | 1780                                                                        | 1783                   |                                                                                                | |
| Vicealmirall Sir John Lindsay | 1783                                                                        | 1784                   |                                                                                                | |
| Comodor Phillips Cosby | 1785                                                                        | 1789                   |                                                                                                | |
| Contralmirall Joseph Peyton | 1789                                                                        | 1792                   |                                                                                                | |
| Contralmirall Samuel Granston Goodall | 1792                                                                        | 1793                   |                                                                                                | |
| Vicealmirall Sir Samuel Hood | febrer de 1793                                                              | octubre de 1794        |                                                                                                | |
| Vicealmirall Lord Hotham | octubre de 1794                                                             | novembre de 1795       |                                                                                                | |
| Vicealmirall Lord Jervis | 1796                                                                        | 1799                   |                                                                                                | |
| Vicealmirall Lord Keith | novembre de 1799                                                            | 1802                   |                                                                                                | |
| Vicealmirall Lord Nelson | maig de 1803                                                                | gener de 1805          | HMS Victory                                                                                    | Mort després de la batalla de Trafalgar |
| Vicealmirall Lord Collingwood | 1805                                                                        | 1810                   |                                                                                                | |
| Vicealmirall Sir Charles Cotton | 1810                                                                        | 1811                   |                                                                                                | |
| Vicealmirall Sir Edward Pellew | 1811                                                                        | 1814                   |                                                                                                | |
| Vicealmirall Sir Charles Penrose | 1814                                                                        | 1815                   |                                                                                                | |
| Vicealmirall Lord Exmouth | 1815                                                                        | 1816                   |                                                                                                | |
| Vicealmirall Sir Charles Penrose | 1816                                                                        | 1818                   |                                                                                                | |
| Vicealmirall Sir Thomas Fremantle | 1818                                                                        | 1820                   |                                                                                                | |
| Vicealmirall Sir Graham Moore | 1820                                                                        | 1823                   |                                                                                                | |
| Vicealmirall Sir Harry Burrard-Neale | 1823                                                                        | 1826                   |                                                                                                | |
| Vicealmirall Sir Edward Codrington | 1826                                                                        | 1828                   |                                                                                                | |
| Vicealmirall Sir Pulteney Malcolm | 1828                                                                        | 1831                   |                                                                                                | |
| Vicealmirall Sir Henry Hotham | 30 de març de 1831                                                          | 19 d'abril de 1833     |                                                                                                | Mort el 19 d'abril de 1833 |
| Vicealmirall Sir Pulteney Malcolm | 3 maig de 1833                                                              | 18 de desembre de 1833 |                                                                                                | |
| Vicealmirall Sir Josias Rowley | 18 de desembre de 1833                                                      | 9 de febrer de 1837    |                                                                                                | |
| Almirall Sir Robert Stopford | 9 de febrer de 1837                                                         | 14 d'octubre de 1841   |                                                                                                | |
| Vicealmirall Sir Edward Owen | 14 d'octubre de 1841                                                        | 27 de febrer de 1845   |                                                                                                | |
| Vicealmirall Sir William Parker | 27 de febrer de 1845                                                        | 13 de juliol de 1846   |                                                                                                | Parker va ser breument el Primer Lord del Mar el juliol de 1846, però demanà permís per tornar a la Mediterrània per motius de salut.                         |
| Vicealmirall Sir William Parker | 24 de juliol de 1846                                                        | 17 de gener de 1852    |                                                                                                | |
| Contralmirall Sir James Dundas | 17 de gener de 1852                                                         | 1854                   |                                                                                                | Vice-Adm. 17 desembre de 1852 |
| Contralmirall Sir Edmund Lyons | 1854                                                                        | 22 de febrer de 1858   |                                                                                                | Vice-Adm. 19 març de 1857 |
| Vicealmirall Sir Arthur Fanshawe | 22 de febrer de 1858                                                        | 19 d'abril de 1860     | Marlborough                                                                                    | |
| Vicealmirall Sir William Martin | 19 d'abril de 1860                                                          | 20 d'abril de 1863     | Marlborough                                                                                    | |
| Vicealmirall Sir Robert Smart | 20 d'abril de 1863                                                          | 28 d'abril de 1866     | Marlborough then Victoria                                                                      | |
| Vicealmirall Lord Clarence Paget | 28 d'abril de 1866                                                          | 28 d'abril de 1869     | Victoria then Caledonia                                                                        | |
| Vicealmirall Sir Alexander Milne | 28 d'abril de 1869                                                          | 25 d'octubre de 1870   | Lord Warden                                                                                    | Almirall des de l'1 d'abril de 1870 |
| Vicealmirall Sir Hastings Yelverton | 25 d'octubre de 1870                                                        | 13 de gener de 1874    | Lord Warden                                                                                    | |
| Vicealmirall Sir James Drummond | 13 de gener de 1874                                                         | 15 de gener de 1877    | Lord Warden then Hercules                                                                      | |
| Vicealmirall Sir Geoffrey Hornby | 5 de gener de 1877                                                          | 5 de febrer de 1880    | Alexandra                                                                                      | Adm. 15 juny de 1879 |
| Vicealmirall Sir Beauchamp Seymour | 5 febrer de 1880                                                            | 7 febrer de 1883       | Inconstant i Alexandra                                                                         | Adm. 6 de maig de 1882 |
| Vicealmirall Lord John Hay | 7 de febrer de 1883                                                         | 5 de febrer de 1886    | Alexandra                                                                                      | Adm. 8 juliol de 1884 |
| Vicealmirall H.R.H. el Duc d'Edimburg | 5 de febrer de 1886                                                         | 11 de març de 1889     | Alexandra:222                                                                                  | Adm. 18 octubre de 1887 |
| Vicealmirall Sir Anthony Hoskins | 11 de març de 1889                                                          | 20 d'agost de 1891     | Alexandra Mar 89 – Dec 89 Camperdown Dec 89 – maig de 90 Victoria May 90 onwards:222, 320, 336 | Adm. 20 juny de 1891 |
| Vicealmirall Sir George Tryon | 20 d'agost de 1891                                                          | 22 de juny de 1893     | Victoria                                                                                       | Mort al càrrec, perdut amb el Victoria |
| Almirall Sir Michael Culme-Seymour | 29 de juny de 1893                                                          | 10 de novembre de 1896 | Ramillies:362                                                                                  | |
| Almirall Sir John Hopkins | 10 de novembre de 1896                                                      | 1 de juliol de 1899    | Ramillies                                                                                      | |
| Almirall Sir John Fisher | 1 juliol de 1899                                                            | 4 juny de 1902         | Renown                                                                                         | |
| Almirall Sir Compton Domvile | 4 juny de 1902                                                              | juny de 1905           | Bulwark                                                                                        | |
| Almirall Lord Charles Beresford | nomenat el 1 maig de 1905 assumí el comandament el 6 juny de 1905           | febrer de 1907         | Bulwark                                                                                        | |
| Almirall Sir Charles Drury | nomenat el 5 març de 1907 assumí el comandament el 27 març de 1907          | 1908                   | Queen                                                                                          | |
| Almirall Sir Assheton Curzon-Howe | nomenat el 20 novembre de 1908 assumí el comandament el 20 novembre de 1908 | 1910                   | Exmouth                                                                                        | |
| Almirall Sir Edmund Poë | nomenat el 30 abril de 1910 assumí el comandament el 30 abril de 1910       | novembre de 1912       | Exmouth                                                                                        | |
| Almirall Sir Berkley Milne:287, 289, 422 | nomenat el 1 juny de 1912 assumí el comandament el 12 juny de 1912          | 27 d'agost de 1914     | Inflexible                                                                                     | |
| |                                                                             |                        |                                                                                                | |
| Durant la I Guerra Mundial es van preparar plant per separar la Mediterrània en àrees específiques de responsabilitat. Els britànics tenien responsabilitats sobre Gibraltar, Malta, la costa egípcia i l'Egeu l'agost de 1917, el vicealmirall Somerset Gough-Calthorpe esdevingué Comandant en Cap de la Flota Mediterrània, comandant totes les forces britàniques a la Mediterrània. El comandament suprem seguiria sota el control del Comandant Aliat en Cap, que era el cap de la Marina Francesa. El Vicealmirall Somerset Gough-Calthorpe era també responsable de coordinar les altres forces aliades a la Mediterrània. Les forces britàniques estaven dividides en diversos sub-comandaments anomenats Gibraltar, Malta, l'Esquadró britànic de l'Adriàtic, l'esquadró britànic de l'Egeu, la Divisió Egipte i Mar Roig i la Força Mar Negre i Marmora. |                                                                             |                        |                                                                                                | |
| Almirall Sir Somerset Gough-Calthorpe:323:80 | 26 agost de 1917                                                            | 25 juliol de 1919      | Superb                                                                                         | Comandant en Cap Mediterrània |
| Vicealmirall Sir John de Robeck:85 & 94 | 26 juliol de 1919                                                           | 14 maig de 1922        | Iron Duke                                                                                      | |
| Vicealmirall Sir Osmond Brock:92 | 15 maig de 1922                                                             | 7 juny de 1925         | Iron Duke                                                                                      | Almirall 31 juliol de 1924 |
| Almirall Sir Roger Keyes | 8 juny de 1925                                                              | 7 juny de 1928         | Warspite                                                                                       | |
| Almirall Sir Frederick Field | 8 juny de 1928                                                              | 28 maig de 1930        | Queen Elizabeth:121                                                                            | |
| Almirall Sir Ernle Chatfield | 27 maig de 1930                                                             | 31 octubre de 1932     | Queen Elizabeth                                                                                | |
| Almirall Sir William Fisher | 31 octubre de 1932                                                          | 19 març de 1936        | Resolution posteriorment Queen Elizabeth:121 & 123                                             | |
| Almirall Sir Dudley Pound:140 | 20 març de 1936                                                             | 31 maig de 1939        | Queen Elizabeth                                                                                | |
| Durant la Segona Guerra Mundia, la Flota va ser dividida en dos durant un temps. |                                                                             |                        |                                                                                                | |
| Almirall Sir Andrew Cunningham | 1 juny de 1939 6 juny de 1939 assume el comandament                         | març de 1942           | Warspite agost de 1939 HMS St Angelo (base, Malta) abril de 1940 Warspite febrer de 1941       | Comandant en Cap, Flota Mediterrània. Vicealmirall Cunningham va rebre el "rang actiu" d'Almirall l'1 juny de 1930 i promoted to Almirall on 3 gener de 1941. |
| Almirall Sir Henry Harwood | 22 abril de 1942                                                            | febrer de 1943         | Warspite HMS Nile (base, Alexandria) Aug 1942                                                  | Comandant en Cap, Flota Mediterrània. Vicealmirall Harwood va rebre el "rang actiu" d'Almirall.                                                               |
| Almirall Sir Andrew Cunningham | 1 novembre de 1942                                                          | 20 febrer de 1943      | HMS Hannibal (base, Alger)                                                                     | Comandant Naval de la Força Expedicionària (NCXF) Nord Àfrica i Mediterrània                                                                                  |
| El febrer de 1943 la Flota va ser dividida en diversos comandaments de vaixells i en un comandament de ports i bases navals: Flota Mediterrània: Comandant en Cap de la Flota Mediterrània, 15è Esquadró de Creuers, Cdre. (D) Llevant: Comandant en Cap, Llevant, Alexandria, Malta, Port Said, Haifa, Bizerta, Tripoli, Mersa Matruh, Benghazi, Aden, Bone, Bougie, Philippeville C-in-C Levant va passar a anomenar-se C-in-C Levant and Eastern Mediterranean a finals de desembre de 1943. El gener de 1944 els dos comandaments van ser reunificats amb el "Oficial de Bandera, Llevant i Mediterrània Oriental" reportant al Comandant en Cap Mediterrània. |                                                                             |                        |                                                                                                | |
| Almirall de la Flota Sir Andrew Cunningham | 20 febrer de 1943                                                           | 15 octubre de 1943     | HMS Hannibal (base, Alger/Tàrent)                                                              | Comandant en Cap, Flota Mediterrània. |
| Almirall Sir John Cunningham | 15 octubre de 1943                                                          | febrer de 1946         | HMS Hannibal (base, Alger/Tàrent)                                                              | Comandant en Cap, Mediterranean Station & Allied Naval Commander Mediterranean                                                                                |
| Almirall Sir Algernon Willis | 1946                                                                        | 1948                   | HMS St Angelo (base, Malta)                                                                    | |
| Almirall Sir Arthur Power | 1948                                                                        | 1950                   | HMS St Angelo (base, Malta)                                                                    | Comandant en Cap, Mediterranean |
| Almirall Sir John Edelsten | 1950                                                                        | 1952                   | HMS St Angelo (base, Malta)                                                                    | Comandant en Cap, Mediterranean |
| Almirall Comte Mountbatten de Birmània | 1952                                                                        | 1954                   | HMS St Angelo (base, Malta)                                                                    | Comandant en Cap, Mediterranean |
| Almirall Sir Guy Grantham | 10 de desembre de 1954                                                      | 10 d'abril de 1957     | HMS St Angelo (base, Malta)                                                                    | |
| Vicealmirall Sir Ralph Edwards | 10 d'abril de 1957                                                          | 11 de novembre de 1958 | HMS St Angelo (base, Malta)                                                                    | |
| Almirall Sir Charles Lambe | 11 de novembre de 1958                                                      | 2 de febrer de 1959    | HMS Phoenicia (base, Malta)                                                                    | |
| Almirall Sir Alexander Bingley | 2 de febrer de 1959                                                         | 30 de juny de 1961     | HMS Phoenicia (base, Malta)                                                                    | |
| Almirall Sir Deric Holland-Martin | 30 de juny de 1961                                                          | 1 de febrer de 1964    | HMS Phoenicia (base, Malta)                                                                    | |
| Almirall Sir John Hamilton:297 | 1 de febrer de 964                                                          | 5 de juny de 1967      | HMS St Angelo (base, Malta)                                                                    | |